# 2051 Chang
2051 Chang este un asteroid din centura principală, descoperit pe 23 octombrie 1976, de Harvard Observatory.